# Edmund Kesting
Edmund Kesting (27 de julio de 1892 - 21 de octubre de 1970) fue un fotógrafo, pintor y profesor de arte alemán.
Estuvo estudiando hasta 1916 en la Escuela Superior de Bellas Artes de Dresde antes de participar como soldado en la Primera Guerra Mundial, al regresar tuvo como maestros de pintura a Richard Müller y Otto Gussmann y en 1919 comienza a enseñar como profesor en la escuela privada Der Weg. En 1923 realizó su primera exposición en la Galería Der Sturm en la que mostró fotogramas. Cuando Der Weg abrió una nueva academia en Berlín en 1927 se trasladó a la capital.
Se relacionó con los ambientes de vanguardia berlineses y practicó diversas técnicas experimentales como la solarización, las imágenes múltiples y los fotogramas, por lo que se consideraron doce obras suyas como arte degenerado por el régimen nazi y fue prohibida. Entre los artistas con los que se relacionó se encuentran Kurt Schwitters, László Moholy-Nagy, El Lissitzky y Alexander Archipenko.
Al finalizar la Segunda Guerra Mundial formó parte del grupo de artistas de Dresde conocido como Künstlergruppe der ruf - befreite Kunst (Llamada a un arte en libertad) junto a Karl von Appen, Helmut Schmidt-Kirstein y Christoph Hans entre otros. En esta ciudad realizó un reportaje de tipo experimental al que llamó Dresdner Totentanz (Danza de la muerte en Dresde) como denuncia de los bombardeos de la ciudad. En 1946 fue nombrado miembro de la Academia de Arte en esta ciudad.
Participó en la controversia entre el realismo socialista y el formalismo que tuvo lugar en la República Democrática Alemana, por lo que su obra que no era realista no pudo exponerse en el país entre 1949 y 1959. En 1955 comenzó a experimentar con la pintura química realizando fotografías sin el empleo de la cámara fotográfica y sólo con los productos químicos como el revelador y el fijador y el papel fotográfico, para lo que realizaba exposiciones a la luz utilizando máscaras y plantillas. Entre 1956 y 1967 fue profesor en la Academia de Cine y Televisión de Potsdam.
Su trabajo artístico no fue reconocido por las autoridades de la República Democrática Alemana hasta 1980, diez años después de su fallecimiento.